# FK Dynamo Moskva
FK Dynamo Moskva (rusky ФК Динамо Москва) je ruský fotbalový klub, který hraje ruskou Superligu. Byl založen roku 1923 v Moskvě. V éře Sovětského svazu patřil pod ministerstvo vnitra.
Své domácí zápasy hraje na stadionu VTB Arena, který byl postaven v roce 2019 na místě, kde stál dřívější stadion zbouraný v roce 2011.

## Hráči

### Soupiska
Aktuální k 22. září 2023

Pozn.: Vlajky znamenají příslušnost k národnímu týmu, jak ji definují pravidla FIFA. Obecně mohou hráči mít i více občanství souběžně.
| Číslo |          | Pozice | Hráč                   |
| ----- | -------- | ------ | ---------------------- |
| 1     | Rusko    | B      | Anton Šunin            |
| 2     | Izrael   | O      | Eli Dasa               |
| 3     | Paraguay | O      | Fabián Balbuena        |
| 4     | Rusko    | O      | Sergej Paršivljuk      |
| 5     | Srbsko   | O      | Milan Majstorović      |
| 6     | Paraguay | O      | Roberto Fernández      |
| 7     | Rusko    | O      | Dmitrij Skopincev      |
| 8     | Kolumbie | Z      | Jorge Carrascal        |
| 10    | Rusko    | Ú      | Fjodor Smolov          |
| 11    | Rusko    | Z      | Daniel Lesovoj         |
| 13    | Kamerun  | Ú      | Nicolas Moumi Ngamaleu |
| 18    | Uruguay  | O      | Nicolás Marichal       |
| 20    | Rusko    | Ú      | Vjačeslav Gruljov      |

| Číslo |          | Pozice | Hráč                  |
| ----- | -------- | ------ | --------------------- |
| 22    | Rusko    | Z      | Igor Školik           |
| 24    | Mexiko   | Z      | Luis Chávez           |
| 31    | Rusko    | B      | Igor Leščuk           |
| 34    | Gruzie   | Z      | Luka Gagnidze         |
| 50    | Rusko    | Z      | Alexandr Kutickij     |
| 59    | Rusko    | Z      | Ivan Lepskij          |
| 70    | Rusko    | Ú      | Konstantin Ťukavin    |
| 74    | Rusko    | Z      | Daniil Fomin          |
| 77    | Rusko    | Z      | Děnis Makarov         |
| 80    | Rusko    | O      | Stanislav Bessmertnyj |
| 89    | Brazílie | Z      | Bitello               |
| 91    | Rusko    | Ú      | Jaroslav Gladyšev     |
| 94    | Uruguay  | O      | Diego Laxalt          |

### Významní hráči
- Lev Jašin (1950–1970)
- Igor Čislenko (1957–1970)

### Česká stopa
V sezoně 2002/03 zde působil český trenér Jaroslav Hřebík, který do mužstva přivedl také pět hráčů z české ligy. Byli jimi: Erich Brabec, Martin Hašek, Martin Hyský, Stanislav Vlček a Martin Zbončák.
V sezónách 2023/24 a 2024/25 byl trenérem Marcel Lička.

## Úspěchy
- 11× vítěz sovětské ligy (1936, 1937, 1940, 1945, 1949, 1954, 1955, 1957 1959, 1963, 1976)
- 5× vítěz sovětského poháru (1937, 1953, 1967, 1970, 1977, 1984)
- 1× vítěz ruského poháru (1995)[2]

- finalista Poháru vítězů pohárů (1971/72)